# Robert Hübner
Robert Hübner, född 6 november 1948 i Köln, Nordrhein-Westfalen, död 5 januari 2025 i Köln, var en tysk (västtysk) stormästare i schack. Hübner var i sitt civila yrke språkkännare inom antika språk (egyptolog). Hübner tillhörde länge den yppersta världseliten i schack men misslyckades sedan under flera kandidatmatcher och avstod därefter från fler försök att spela om världsmästerskap.